# Nafi' Al-Madani
Abu Ruwaym Ibn ʽAbd ar-Rahman Ibn Abi Naʽim al-Laythi (arabe : أبو رويم بن عبدالرحمن بن أبي النعيم الليثي), né à Médine en 689 et mort dans la même ville en 785 (689-785 HE),, mieux connu sous le nom de Nafiʽ al-Madani, était l'un des émetteurs des sept Qira'at, ou méthodes de récitation du Coran. Sa chaîne de narration revenant aux compagnons du prophète islamique Muhammad est bien attestée.
Sa famille était originaire d'Ispahan, bien qu'il soit lui-même né et mort à Médine.
En dehors de l'Égypte, sa méthode de récitation via ses deux étudiants les plus célèbres, Qalun et Warsh, est le mode de lecture du Coran le plus courant en Afrique du Nord, en Afrique de l'Ouest et au Qatar. Il avait un total de quatre émetteurs canoniques de sa récitation ; en plus de Qalun et Warsh, il a également transmis sa lecture à Isma'il bin Ja'far al-Ansari et Ishaq bin Muhammad al-Musayyabi. Le style de lecture de Nafi est devenu si populaire qu'il a finalement éclipsé celui de ses professeurs à Médine.